# ゴーストハンターズ
『ゴーストハンターズ』（原題：Big Trouble in Little China）は、1986年、アメリカのタフト=バリッシュ=モナッシュ・プロダクション製作、監督ジョン・カーペンター、主演カート・ラッセルのアクション、カンフー、モンスター、魔法映画。

## ストーリー
舞台はサンフランシスコ。トラックの運転手・ジャックは、チャイナタウンでレストランを経営している中国人・ワンとの博打で大勝ちする。博打の後、ワンは中国からやってくる彼女・ミャオを迎えるために空港へ向かい、ジャックは未払いの勝ち金を取り立てるため、ワンに同行する。空港に着いた2人だが、突如現れたカンフーを使う闇組織・ホワイトタイガーによって、2人の目の前でミャオが誘拐される。
2人はジャックのトラックでミャオを誘拐した組織を追跡するが、チャイナタウンの薄暗い路地へ迷い込む。路地ではチャイナタウンの大物とされる人物の葬式が行われていた。2人が葬列を眺めていると、突然、葬式を行っている集団と対立している別の集団が葬列を妨害し、ジャックとワンは銃撃戦とカンフーの対決に巻き込まれる。さらに2組織の抗争中に、編み笠を被り、雷鳴・雨・稲妻のパワーを持つ「嵐の3人組」が上空から降臨し、対決する2集団をけちらした。トラックに乗ったジャックとワンは、乱入した嵐の3人組の猛攻から逃れようとするが、目の前に悪の魔術師で伝説の怪人ロウ・パンが出現し、目や口から怪しげな光線を放ち始めた。
目の前に現れたロウ・パンをトラックで轢いて難を逃れたジャックとワンは、普段は観光バスの運転手をしているチャイナタウンの善の魔術師・エッグの家に逃げ込み、そこで緑色の目をした弁護士・グレイシーと出会う。ジャック達は、ロウ・パンは古代から存在する中国の妖怪で、呪いをかけられた肉体の気化を防ぎ、実体を取り戻すため、緑の目をもつ女性を東方の神に捧げ、結婚の儀式を行う必要があることと、ミャオは緑色の瞳をしていたために誘拐されたことを知る。グレイシーは友人をロウに誘拐されており、彼女達の奪還作戦にジャックは半ば強制的に参加させられる。ジャック達はロウの経営する売春宿に潜入するが、緑の目を持っていたグレイシーまでもが誘拐される。
ジャックとワンは魔窟で嵐の3人組に捕えられ、ロウ・パンのもとへ連れて行かれる。ロウ・パンは緑色の目を持つミャオとグレイシーの2人と結婚すると言い出して、催眠魔術でミャオとグレイシーから意識を奪って白目剥き出しの人形のようにし、閻魔大王の大宮庭で結婚の儀式を行う。ジャックはグレイシーを、ワンはミャオを助けるため、結婚の儀式の最中に飛び込み、嵐の3人組との戦闘が始まる。エッグが飲ませていた六魔神の薬の力でロウ・パン一味に勝ち、ゴーストハントに成功したジャック達は地上に戻る。

## キャスト
※括弧内は日本語吹替
- ジャック・バートン - カート・ラッセル（安原義人）
- グレイシー・ロウ - キム・キャトラル（杉山佳寿子）
- ワン・チー - デニス・ダン（水島裕）
- デヴィッド・ロウ・パン - ジェームズ・ホン（矢田稔）
- エッグ・シェン - ヴィクター・ウォン（富田耕生）
- マーゴ - ケイト・バートン（吉田理保子）
- エディ・リー - ドナルド・リー（谷口節）
- サンダー（“雷鳴”） - カーター・ワン（小野健一）
- レイン（“雨”） - ピーター・クォン（西村知道）
- ライトニング（“稲妻”） - ジェームス・パックス（大滝進矢）
- ニードルス（“針”） - ジェフ・イマダ（山口健）
- ワン・イヤー（“片耳”） - Craig Ng（佐藤正治）
- チューおじさん - チャオ・リー・チ（阪脩）
- ミャオ・イン - スージー・パイ（伊倉一恵）
- オトゥール夫人 - ノエル・トイ（片岡富枝）
- ホワイト・タイガー - ジューン・キョウト・ルー（弘中くみ子）

吹替版その他出演：辻谷耕史
吹替版制作スタッフ 演出：山田悦司、翻訳・制作：トランスグローバル、調整：杉原日出弥

## スタッフ
- 監督：ジョン・カーペンター
- 製作：ラリー・J・フランコ
- 脚本：ゲイリー・ゴールドマン、デヴィッド・Z・ワインスタイン
- 改作：W・D・リクター
- 撮影：ディーン・カンディ
- 音楽：ジョン・カーペンター、アラン・ハワース
- 編集：スティーヴ・ミルコビッチ、マーク・ワーナー、エドワード・A・ワルスチルカ
- 特殊メイク効果・クリーチャーデザイン：スティーヴ・ジョンソン
- 視覚効果美術監督：ジョージ・ジェンセン
- クリーチャー制作：マーク・シーゲル